# 우스티쿠트

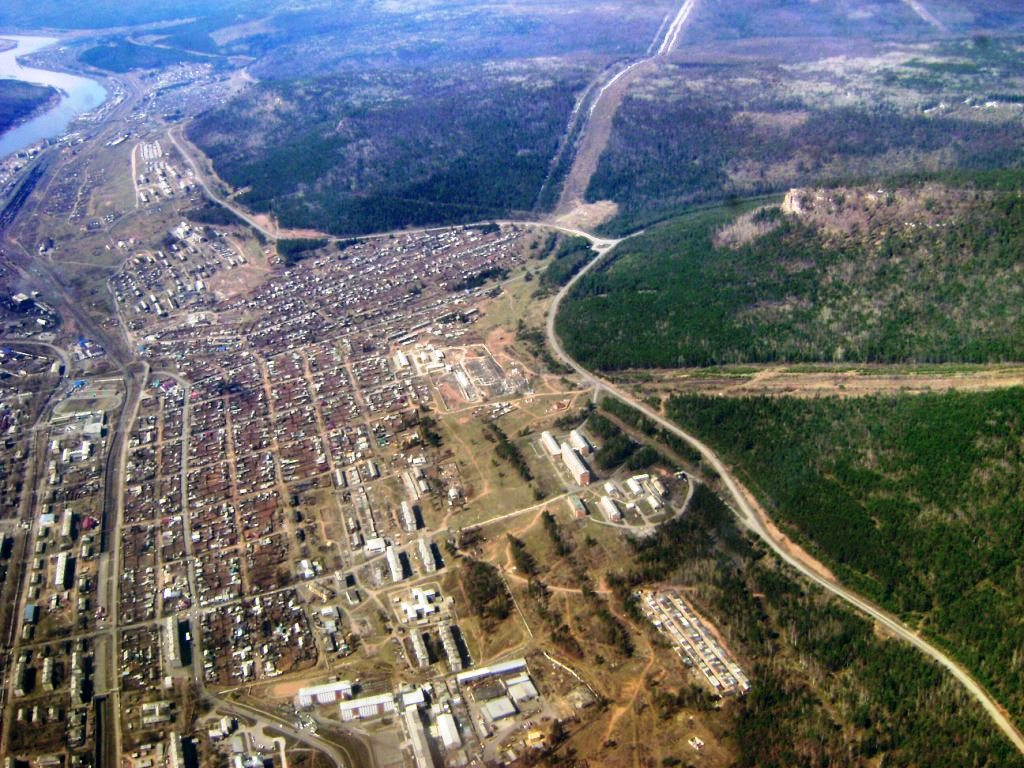

우스트쿠트(러시아어: Усть-Кут)는 러시아 이르쿠츠크주에 위치한 도시로, 인구는 49,951명(2002년 기준); 46,642명(2006년 기준)이다. 레나강 서쪽에 위치하고 있으며 좌안에서 20 km 정도 뻗어 있다. 인근에는 서쪽에서 흐르는 쿠타강이 레나강과 합류한다. 도시 이름은 "쿠타강 어귀"를 뜻하며 쿠타강은 에벤키어로 "이탄의 늪"을 뜻한다.